# João Elias
Antônio João Elias de Oliveira, mais conhecido como João Elias (Catanduva, São Paulo, 
23 de novembro de 1944 — Catanduva, 9 de junho de 2017), foi um  radialista, jornalista, artista plástico, ator,escritor e humorista brasileiro. Seu personagem mais conhecido é o Salim Muchiba, o qual interpretou em programas como a Escolinha do Professor Raimundo e Escolinha do Barulho. Na Escolinha do Gugu, interpretou o caipira Zé Bento.

## Biografia
Como humorista, começou a carreira na Rádio Difusora de Catanduva em 1958. Um ano depois, participou do III Salão de Pinturas de Catanduva. Aos vinte anos, foi levado por Adoniram Barbosa para a TV Record, onde interpretou o personagem Zé Vitrola no programa Papai Sabe Nada.
Como escritor, lançou sua primeira obra escrita em 1966, contendo quarenta páginas e dezessete poemas. Em 2013, foi homenageado pela Câmara Municipal de Catanduva pelo "Dia do Comediante". No mesmo ano, lançou o livro Tonico e Jesuíno – casos de um, piadas do outro
João Elias sofreu um acidente vascular cerebral no início de março de 2017 e permaneceu internado desde então. Ele passou por uma cirurgia nas carótidas e não teve uma recuperação desejável. De acordo com os familiares, o humorista chegou a ir para o quarto, mas teve uma piora no quadro clínico e morreu em 9 de junho de 2017, aos 72 anos, de pneumonia e choque séptico, após permanecer internado por 90 dias.

## Carreira

### Televisão
| Ano       | Título                          | Papel                    |
| --------- | ------------------------------- | ------------------------ |
| 2011-2013 | Escolinha do Gugu               | Salim Muchiba e Zé Bento |
| 1999-2001 | Escolinha do Barulho            | Salim Muchiba            |
| 1991      | Escolinha do Professor Raimundo | Salim Muchiba            |
| 1962-1966 | Papai Sabe Nada                 | Zé Vitrola               |

## Livros publicados
- Iniciação
- O Colecionador de Palavras – poemas, prosas & ironias (2002, ed. Casa do Livro)
- 5 Conto de Reis e 55 Reais de Troco
- Versos Satíricos e Outras Rimas de Humor
- 45 Dias (2009, ed. Thesaurus)[4]
- Casos de Tonico Bento – verdadeiros ou quase (2012, ed. Nelpa)
- Tonico e Jesuíno – casos de um, piadas do outro (2013, ed. HN)